# 山下智久
山下智久（日语：／ Yamashita Tomohisa，1985年4月9日—）是日本歌手、演員。他曾长期隸屬傑尼斯事務所，于2020年退出；他曾擔任偶像組合NEWS的隊長，於2011年退出。

## 概要
1996年9月1日，加入傑尼斯事務所。1998年6月，與生田斗真及田中聖、風間俊介、伊藤達哉、五関晃一、長谷川純、長谷部隼、服部將也、福田悠太、宮城俊太組成B.I.G。2000年4月，首次常規出演黃金檔連續劇《池袋西口公園》。2002年與生田斗真、風間俊介、長谷川純組成Four Tops。就任第二代傑尼斯Jr.隊長。2003年9月15日，事務所將其從Four Tops中抽出，與另外8人以限定組合形式組成NEWS。同年的11月7日，以單曲《NEWSニッポン》CD出道。2004年3月，畢業於堀越高等學校。4月，進入明治大學商學部市場學系就讀。2005年10月，主演日劇《改造野豬妹》，與KAT-TUN的龜梨和也組成期間限定組合修二與彰。
2006年4月，首次單獨主演的連續劇《詐欺獵人》在TBS台播出。5月31日，配合單獨主演的連續劇《詐欺獵人》，推出首次以個人名義的單曲《擁抱我 小姐》。8月，與泰國明星GOLF&MIKE組成期間限定組合GYM，作為2006年度世界杯排球賽的形象代表。2007年4月，首次主演富士月九連續劇《求婚大作戰》。2008年3月8日，首次主演的電影《詐欺獵人》上映。9月19日，畢業於明治大學商學部。2009年7月，與北川景子主演富士月九連續劇《零秒出手》，飾演男主角上矢直輝。11月18日，推出第二張個人單曲《Loveless》。2009年11月21至2010年1月7日，舉辦首次個人演唱會『TOMOHISA YAMASHITA First Solo SHORT BUT SWEET』。
2011年1月26日，首張個人專輯《SUPERGOOD, SUPERBAD》發售。10月7日與同隊的錦戶亮正式退出NEWS。今後山下智久將以個人身分進行演藝活動，錦戶亮則以關西傑尼斯8成員的身分繼續進行演藝工作。2012年2月29日，單飛後首張單曲發售，唱片公司由傑尼斯娛樂轉為日本華納音樂。10月，出演TBS日九連續劇《MONSTERS》。與SMAP的香取慎吾組成期間限定組合The MONSTERS，為連續劇演唱主題曲《MONSTERS》，此單曲於11月28日發行。2013年1月28日開始，首次擔任主持的節目每週一晚上八點播出。7月，第四度主演富士月九連續劇《SUMMER NUDE》。並且首度演唱月九主題曲《SUMMER NUDE '13》。2014年8月，首張迷你專輯《遊》發行。10月11日，主演的電影《近距離戀愛》上映，在片中飾演櫻井遙。
2015年4月，主演TBS台電視劇《獻給阿爾吉儂的花束》 ，並憑藉劇中飾演的“白鳥咲人”一角獲得第19屆日刊體育日劇大賞最佳男主角。10月，出演富士月九連續劇《朝5晚9》，並憑藉劇中飾演的“星川高嶺”一角獲得第19屆日刊體育日劇大賞最佳男主角。2016年1月17日，發行單飛後的首張精選專輯《YAMA-P》，並結束了與日本華納音樂的合約。2017年4月，出演連續劇真命天菜，再度與龜梨和也共演，並組成期間限定團體龜與山P，於同年5月17日推出單曲《身後的Chance》2018年7月5日，與日本索尼音樂娛樂簽約，同年11月28日發售專輯《UNLEASHED》。
2019年6月17日，HBO Asia與日本Hulu宣布推出全新劇集《THE HEAD》，由山下智久主演。2020年10月底，山下智久与杰尼斯提前解约，恢复自由身份。2022年4月5日，山下智久主演的NHK電視台新劇《正直不動產》開播，他並且透露在獨立後開設兩家公司，目前由母親和妹妹出任代表。
2024年1月，再次主演NHK電視劇《正直不動產》特別篇及《正直不動產2》連續劇。預定4月份主演富士電視台連續劇《藍色時刻》。

## 電視節目

### 電視連續劇
- 1999年5月9日- 6月27日 日本電視台《青春男孩》飾 天野平（主演）
- 2000年4月14日-6月23日 TBS電視台《池袋西口公園》飾 水野俊司
- 2001年1月11日-3月22日 富士電視台《正義代書戰士》飾 田村優太
- 2002年1月9日-3月20日 富士電視台《漂流教室》飾 大友唯
- 2002年7月1日-9月16日 富士電視台《午餐女王》飾 鍋島光四郎
- 2003年7月4日-9月12日 TBS電視台《Stand UP!!》飾 岩崎健吾
- 2004年1月14日-3月17日 TBS電視台《暴風雨之戀》飾 深澤拓馬
- 2005年7月8日-9月16日 TBS電視台《東大特訓班》飾 矢島勇介
- 2005年10月15日-12月17日 日本電視台《改造野豬妹》飾 草野彰（与龟梨和也双主演、特別出演）
- 2006年4月14日-6月23日 TBS電視台《詐欺獵人》飾 黒崎（主演）
- 2007年4月16日-6月25日 富士電視台《求婚大作戰》飾 岩瀨健（与长泽雅美双主演）
- 2008年7月3日-9月11日 富士電視台《空中急診英雄》飾 藍澤耕作（主演）
- 2009年7月13日-9月21日 富士電視台《零秒出手》飾 上矢直輝（主演）
- 2010年1月11日-3月22日 富士電視台《空中急診英雄2》飾 藍澤耕作（主演）
- 2012年1月12日-3月15日 TBS電視台《幸福送行者》飾 井原真人（主演）
- 2012年10月21日-12月9日 TBS電視台《破案怪獸》飾 西園寺公輔（與香取慎吾雙主演）
- 2013年7月8日-9月16日 富士電視台《裸夏戀人》飾 三廚朝日（主演）
- 2015年4月10日-6月12日 TBS電視台《獻給阿爾吉儂的花束》飾 白鳥咲人（主演）
- 2015年10月12日-12月14日 富士電視台《朝5晚9》飾 星川高嶺
- 2017年4月15日-6月17日 日本電視台《真命天菜》飾 謎樣男子（正木一郎）
- 2017年7月17日-9月18日 富士電視台《空中急診英雄3》飾 藍澤耕作（主演）
- 2019年4月12日-6月日 TBS電視台《破案神手》飾 紐倉哲（主演）
- 2022年4月5日-6月7日 NHK電視台《正直不動產》飾 永瀨財地（主演）
- 2022年4月7日-4月28日 HBO Max、WOWOW《東京風雲》飾 明羅
- 2024年1月9日-3月12日 NHK電視台《正直不動產2》飾 永瀨財地（主演）
- 2024年4月20日-6月26日 富士電視台《BLUE MOMENT》飾 晴原柑九朗（主演）

### 網路劇
- 2022年12月 Netflix《今際之國的闖關者》 第2季 飾 久間欣治
- 2023年4月21日Apple TV+《神之雫 Drops of God》 第1季 飾 遠峰一青

### 電視短篇、客串
- 1998年11月22日 日本電視台《BOYS BE…Jr.》第8話「初次的約會是…」飾 瀬尾（主演）
- 1998年12月 NHK《少年們》飾 角田晋也
- 1999年2月21日日本電視台《熱血戀愛道》第7話「巨蟹座的O型BOY」飾 森下浩（主演）
- 1999年12月16日、23日 富士電視台《危險關係》第10話、最終話  飾 宮部曉
- 1999年12月26日 日本電視台《恐怖星期天～新章～》第13話「離魂者」（主演）
- 2000年12月13日 日本電視台《史上最惡的約會》第1話「史上最惡的初次約會!?}}」飾 岡村勇気（主演）
- 2000年12月24日 NHK《All Star忠臣藏祭》飾 淺野内匠頭
- 2001年4月1日 TBS電視台《變成鳥的少年》飾 長島健
- 2003年4月 富士電視台《演技者。》第9話「淡季開花的維爾京路」飾 ハジメ（主演）
- 2003年11月7日 富士電視台《葡萄樹》飾 新藤陽介（主演）
- 2007年1月6日、7日 朝日電視台《白虎隊》【少年白虎隊】飾 酒井峰冶 、 酒井新太郎（單獨主演）
- 2008年3月25日 富士電視台《求婚大作戰SP》飾 岩瀨健（与长泽雅美双主演）
- 2009年1月10日 富士電視台《空中急診英雄特別篇》飾 藍澤耕作（單獨主演）
- 2012年8月18日 富士電視台《毛骨悚然撞鬼經驗》夏の特別編2012「紅色的爪」飾 石田彰芳（單獨主演）
- 2013年9月23日 富士電視台《金田一耕助VS明智小五郎》飾 金田一耕助（單獨主演）
- 2013年11月21日、12月19日 富士電視台《獨身貴族》客串第7話、最終話  飾 山下智久
- 2014年7月19日、10月11日日本電視台《近距離戀愛～Season Zero～》第1話、最終話  飾 櫻井遙（27歲）（特別出演）
- 2014年9月29日 富士電視台《金田一耕助VS明智小五郎：再次》飾 金田一耕助（單獨主演）
- 2014年10月1日 日本電視台《心理學家・成海朔的挑戰 少女為何必須失憶？》飾 成海朔（單獨主演）
- 2015年7月1日 日本電視台《心理學家成海朔的挑戰2 家人為何消失？操控人心的瘋子》飾 成海朔（單獨主演）
- 2018年7月27日 富士電視台《電影版空中急診英雄-海空災難最終救援-》飾 藍澤耕作（單獨主演）
- 2020年6月12日 HBO《The Head》《極地闇殺》飾 Aki
- 2021年6月27日 TBS電視台《東大特訓班2》飾 矢島勇介（聲音出演）
- 2022年6月14日 NHK電視台《正直不動産感謝祭》飾 永瀨財地 （主演）
- 2024年1月3日 NHK電視台《正直不動產SP》飾 永瀨財地 （主演）

### 例行性綜藝節目
正式出道後
- 2012年1月2日-3月26日 日本電視台
- 2013年1月28日-2014年3月10日 富士電視台【世代天國】
- 2014年4月20日起每週日 富士電視台[4]
- 2015年7月10日起每週五24:55～25:25 富士電視台[5]

小傑尼斯時期
- （東京電視台）
- （1997年4月～2000年3月、BS2）
- 《SHOW-NEN J》（1998年4月～10月、朝日放送）
- （1998年4月～9月、日本電視台）
- （1998年4月～1999年9月、朝日放送）
- （1998年10月～1999年3月、 東京電視台）
- （1999年10月～2000年3月、朝日放送）
- （2000年4月～12月、東京放送）
- （2001年1月15日 - 3月10日、東京放送）
- （2001年4月～2003年9月、東京放送）
- （2001年7月～9月、日本電視台）
- （2000年～2003年 、BS2・BS hi）

## 電影
| 日本上映日期 | 原名（粗體為主演）                               | 譯名                                | 飾演                                 | 臺灣上映  | 香港上映   | 其他地區上映     |
| ------------ | ------------------------------------------------ | ----------------------------------- | ------------------------------------ | --------- | ---------- | ---------------- |
| 1996.08.17   | 心霊『』                                         | 心靈『沖浪小子之死』                | 海水浴場的小學生                     | -         | -          | -                |
| 2008.3.8     |                                                  | 詐欺獵人；詐欺花美男                | 黑崎（單獨主演）                     | 2008.3.28 | 2008.10.23 | -                |
| 2011.2.11    |                                                  | 明日之丈；火力拳開；鐵拳浪子        | 矢吹丈（單獨主演）                   | 2011.3.18 | 2011.6.23  | 2011.6.18(上海)  |
| 2014.10.11   |                                                  | 近距離戀愛                          | 櫻井遙（單獨主演）                   | 2015.3.27 | -          | -                |
| 2016.4.29    | テラフォーマーズ （页面存档备份，存于）          | 火星異種                            |                                      | 2016.5.6  | -          | -                |
| 2018.7.27    |                                                  | 電影版空中急診英雄-海空災難最終救援 | 藍澤耕作（單獨主演）                 | 2018.9.21 | -          | -                |
| 2019.1.25    | サイバー・ミッション                             | 解碼遊戲                            | 閆嶽                                 | 2019.1.11 | -          | 2018.8.3（中國） |
| 2022.6.24    | The Man from Toronto                             | 玩命大臨演                          | 「東京男子」（The "Man from Tokyo"） |           |            |                  |
| 2023.6.9     | SEE HEAR LOVE 見えなくても聞こえなくても愛してる | SEE HEAR LOVE 看不見聽不見也愛你    | 泉本真治                             | 2023.7.7  | 2023.7.6   |                  |

## 音樂作品

### 單曲
| 發售日期   | 名稱                | 版本數 | 備註                                                      |
| ---------- | ------------------- | ------ | --------------------------------------------------------- |
| 2006.05.31 | 擁抱我 小姐 （抱いてセニョリータ）    | 2版本  |                                                           |
| 2009.11.18 | Loveless            | 3版本  |                                                           |
| 2010.07.28 | One in a million    | 3版本  | 初回A版DVD節錄2009演唱會「SHORT BUT SWEET」片段（約50分） |
| 2011.01.19 | 赤裸裸 （はだかんぼー）         | 1版本  | 首批限定2不同封面；專輯之先行單曲，僅收錄單首歌曲         |
| 2012.02.29 | 愛、Texas （愛、テキサス）      | 5版本  |                                                           |
| 2012.07.04 | LOVE CHASE          | 5版本  |                                                           |
| 2013.03.13 | 怪・SERA・SERA （怪･セラ･セラ） | 4版本  |                                                           |
| 2013.07.31 |                     | 4版本  |                                                           |
| 2019.02.13 |                     | 3版本  |                                                           |
| 2019.06.19 |                     | 3版本  |                                                           |
| 2022.02.16 | Face to Face        |        |                                                           |

2022.5.17
Forever in My Heart(與BVLGARI合作）

### 專輯
| 發售日期   | 名稱                | 版本數 | 備註                                                          |
| ---------- | ------------------- | ------ | ------------------------------------------------------------- |
| 2011.01.26 | SUPERGOOD, SUPERBAD | 2版本  |                                                               |
| 2012.07.25 |                     | 4版本  |                                                               |
| 2013.09.11 | A NUDE              | 4版本  |                                                               |
| 2014.08.20 | 遊                  | 2版本  | 迷你專輯；全舞曲；完全生產限定商品                            |
| 2014.10.08 | YOU                 | 4版本  |                                                               |
| 2016.01.27 | YAMA-P              | 3版本  | 精選輯                                                        |
| 2018.11.28 | UNLEASHED           | 3版本  | 初回限定版DVD節錄2016演唱會「FUTURE FANTASY」片段（共約55分） |

2023.07.19
| Sweet Vision || 3版本 ||

### 音樂影像作品（DVD/Blu-ray）
| 發售日期   | 名稱                                                              | DVD/藍光版本 | 備註                                           |
| ---------- | ----------------------------------------------------------------- | ------------ | ---------------------------------------------- |
| 2010.07.28 | TOMOHISA YAMASHITA “SHORT BUT SWEET”                              | 特典DVD      | 單曲One in a million初回盤A節錄（約50分）      |
| 2011.12.21 | TOMOHISA YAMASHITA ASIA TOUR 2011 SUPER GOOD SUPER BAD            | 2版/1版      |                                                |
| 2012.12.12 | TOMOHISA YAMASHITA LIVE TOUR 2012                                 | 2版/1版      |                                                |
| 2015.05.20 | TOMOHISA YAMASHITA IN LA-Document of "Your Step"-COMPLETE VERSION | DVD          |                                                |
| 2014.09.03 | TOMOHISA YAMASHITA TOUR 2013 -A NUDE-                             | 3版/1版      |                                                |
| 2018.11.28 | TOMOHISA YAMASHITA THE BEST LIVE TOUR 2016 FUTURE FANTASY         | 特典DVD      | 專輯UNLEASHED初回生產限定盤節錄（2盤共約55分） |

### 演唱會
- TOMOHISA YAMASHITA First Solo SHORT BUT SWEET ～ 短いけれどいい時間を ～  (2009.11.21-2010.01.07)
  - ①20091121-23横浜6公演 ②20100106-07大阪4公演
- TOMOHISA YAMASHITA ASIA TOUR 2011 Super good Super bad  (2011.01.29-2011.05.29)
  - ①0129-30香港4公演 ②0303-05名古屋4公演 ③0401-03大阪5公演 ④0409-10福岡3公演 ⑤0416-17韓國2公演 ⑥0423-24泰國2公演 ⑦0507-10東京6公演 ⑧0520-22臺灣3公演 ⑨0528-29北海道2公演（備註：臺灣原訂0326-27；北海道原訂0318-19，皆因日本311地震延期。）
- TOMOHISA YAMASHITA LIVE TOUR 2012 ～エロP～  (2012.07.28-2012.08.29)
  - ①0728-29大阪2公演 ②0803-05橫濱3公演 ③0808福岡1公演 ④0812北海道1公演 ⑤0823-24名古屋2公演 ⑥0828-29東京2公演
- TOMOHISA YAMASHITA TOUR 2013 A NUDE  (2013.10.05-2013.12.19)
  - ①1005長崎1公演 ②1007-08福岡2公演 ③1011岐阜1公演 ④1012-13広島2公演 ⑤1014岡山1公演 ⑥1017三重1公演 ⑦1019香川1公演 ⑧1022-23札幌2公演 ⑨1025静岡1公演 ⑩1028-29神戸2公演 ⑪1101福島1公演 ⑫1103-04仙台2公演 ⑬1106長野1公演 ⑭1107石川1公演 ⑮1108新潟1公演 ⑯1109富山1公演 ⑰1117和歌山1公演 ⑱1203-04大阪2公演 ⑲1214-15名古屋2公演 ⑳1217-19東京3公演
- TOMOHISA YAMASHITA THE BEST LIVE TOUR 2016 FUTURE FANTASY  (2016.06.09-2016.08.31)(2016.12.03-04)
  - ①0609-10神奈川2公演 ②0613-14埼玉2公演 ③0616-17東京2公演 ④0622-23京都2公演 ⑤0704-05名古屋3公演 ⑥0708-09大阪3公演 ⑦0718福井1公演 ⑧0728廣島1公演 ⑨0731札幌1公演 ⑩0804-05福岡2公演 ⑪0808-09神戶3公演 ⑫0811靜岡1公演 ⑬0816-17仙台2公演 ⑭0830-31東京3公演 ⑮1203-04東京代代木3公演
- TOMOHISA YAMASHITA LIVE TOUR 2018 UNLEASHED -FEEL THE LOVE-  (2018.09.21-2018.12.09)
  - ①0921-23千葉3公演 ②1001-02大阪3公演 ③1009-11神奈川3公演 ④1015-17福岡3公演 ⑤1025札幌1公演 ⑥1105-06神戸2公演 ⑦1108-09京都2公演 ⑧1111廣島1公演 ⑨1114-15大阪3公演 ⑩1119静岡1公演 ⑪1123滋賀1公演 ⑫1125石川1公演 ⑬1129-30仙台2公演 ⑭1203-04名古屋3公演 ⑮1207-09横浜4公演
- TOMOHISA YAMASHITA ARENA TOUR 2023 -Sweet Vision-  (2023.08.11-2023.09.03)
  - ①0811-12名古屋2公演 ②0815-16神戸2公演 ③0902-03橫浜3公演

### 曾經參與團體音樂影像作品
- 2003.11.07〔單曲〕NEWS《NEWS NIPPON》
- 2004.04.07〔影音〕NEWS《日本0304》
- 2004.05.12〔單曲〕NEWS《希望～Yell～》
- 2004.08.11〔單曲〕NEWS《火紅燃燒的太陽》
- 2005.03.16〔單曲〕NEWS《Cherish》
- 2005.04.20〔影音〕Johnnys《SUMMARY of Johnnys World》
- 2005.04.27〔專輯〕NEWS《touch》
- 2005.07.13〔單曲〕NEWS《TEPPEN》
- 2005.11.02〔單曲〕修二與彰《青春Amigo》
- 2006.03.15〔單曲〕NEWS《豌豆莢》
- 2006.08.30〔單曲〕GYM〔狂熱與未來〕
- 2007.03.21〔單曲〕NEWS《朝著星光前進》
- 2007.08.08〔影音〕NEWS《Never Ending Wonderful Story》
- 2007.11.07〔單曲〕NEWS《weeeek》
- 2007.11.07〔專輯〕NEWS《pacific》
- 2008.02.27〔單曲〕NEWS《太陽的眼淚》
- 2008.05.08〔單曲〕NEWS《SUMMER TIME》
- 2008.08.13〔影音〕NEWS《NEWS CONCERT TOUR pacific 2007 2008》
- 2008.10.01〔單曲〕NEWS《Happy Birthday》
- 2008.11.19〔專輯〕NEWS《color》
- 2009.04.29〔單曲〕NEWS《愛情血型ABO》
- 2009.11.04〔影音〕NEWS《NEWS LIVE DIAMOND》
- 2010.03.31〔單曲〕NEWS《櫻花女孩》
- 2010.09.15〔專輯〕NEWS《LIVE》
- 2010.11.03〔單曲〕NEWS《Fighting Man》
- 2010.12.22〔影音〕NEWS《NEWS DOME PARTY 2010 LIVE! LIVE! LIVE! DVD!》
- 2012.11.28〔單曲〕The MONSTERS《MONSTERS》
- 2017.05.17〔單曲〕龜與山P《擦身而過的機會》

### 參與他人音樂影像作品
- 2009.01.07 瀧澤秀明《愛·革命》〈Home Party!!〉與橫山裕、村上信五開頭獻聲
- 2011.04.27 安室奈美惠《Checkmate！》〈UNUSUAL〉合唱並出演音樂錄影帶
- 2012.08.08 SMAP《GIFT of SMAP》〈MONSTERS〉與香取慎吾共同作詞作曲並合唱

## 廣播節目
- 【DOKI2 放學之後】（1998年4月～1999年9月、日本放送）
- 【Johnny's Jr.的星期一】（1999年5月～10月、文化放送）
- 山下智久 Cross Space （2012年4月6日～2015年3月27日、TOKYO FM）
- Sound Tripper! （2015年5月4日～、2018年3月31日InterFM）

## 連載
- 傑尼斯官方手機網站《Johnny's web》專欄【】2003年7月11日～
- 日本雜誌 集英社《Seventeen》專欄【0409】2006年17号～2013年7月号
- 日本雜誌 講談社《GLAMOROUS（日语：GLAMOROUS）》專欄【SOMEWHERE】2013年4月号～2013年8月号
- 日本雜誌 講談社《ViVi》專欄【】2013年12月号～

## 官方寫真書
- 2008年3月 電影周邊商品－場刊〔〕
- 2008年3月 電影周邊商品－Official Guidebook〔小学館〕
- 2009年11月 演唱會《First Solo SHORT BUT SWEET》周邊商品－場刊〔Johnny & Associates〕
- 2011年1月 演唱會《ASIA TOUR 2011 Super good Super bad》周邊商品－場刊〔Johnny & Associates〕
- 2011年1月 電影周邊商品－OFFICIAL GUIDEBOOK〔講談社〕
- 2011年2月 電影周邊商品－場刊〔〕
- 2011年5月 演唱會《ASIA TOUR 2011 Super good Super bad》周邊商品－photo book〔Johnny & Associates〕
- 2012年3月 日劇周邊商品－OFFICIAL PHOTO BOOK〔東京ニュース通信社〕
- 2012年7月 演唱會《LIVE TOUR 2012 ～エロP～》周邊商品－場刊〔Johnny & Associates〕
- 2012年12月 日劇《MONSTERS》周邊商品－OFFICIAL BOOK〔ぴあ株式会社〕
- 2013年10月 演唱會《TOUR 2013 A NUDE》周邊商品－場刊〔Johnny & Associates〕
- 2014年10月 電影周邊商品－場刊〔〕
- 2016年6月 演唱會《THE BEST LIVE TOUR 2016 FUTURE FANTASY》周邊商品－場刊〔Johnny & Associates〕
- 2018年7月 電影周邊商品－場刊〔〕
- 2018年9月 演唱會《LIVE TOUR 2018 UNLEASHED》周邊商品－場刊〔Johnny & Associates〕

## 外部連結
- 山下智久 TOMOHISA YAMASHITA（页面存档备份，存于）
- 山下智久 Johnny's net （页面存档备份，存于）
- 山下智久 Sony Music Japan （页面存档备份，存于）
- 山下智久的微博 （页面存档备份，存于）
- 山下智久的Instagram （页面存档备份，存于）
- 山下智久 Cross Space クロススペース - TOKYO FM 80.0MHz
- YAMASHITA TOMOHISA ROUTE66 たった一人のアメリカ
- 大人のKISS英語 （页面存档备份，存于）
- 山下智久在互联网电影资料库（IMDb）上的資料（英文）
- 山下智久在豆瓣上的资料（简体中文）
- 山下智久在时光网上的簡介（简体中文）